# 알렉산드라 파인더
알렉산드라 파인더(Alexandra Finder, 1977년 7월 12일 ~ )는 독일의 배우, 영화배우이다.
베를린에서 태어났다.

## 영화
- 파티 오브 에이트 (2013년)
- 경관의 아내 (2013년)
- 시티 빌로우 (2010년)
- 3 걸스 (2007년)
- 브링만스 앵거 (2006년)
- 남자의 세계 (2004년) - 사비네 루돌프 역
- 스쿨 아웃 2 (2001년) - 리지 역